# HMS Bulldog (H91)
L'HMS Bulldog (Pennant number H91) è stato un cacciatorpediniere della classe B della Royal Navy. Venne impostato il 10 agosto 1929 nei cantieri Swan Hunter di Wallsend, varato il 6 dicembre 1930 ed entrò in servizio l'8 aprile 1931. Servì durante la seconda guerra mondiale nel 3º Gruppo di Scorta. 
Mentre partecipava alla scorta al convoglio OB318 in partenza da Liverpool per l'Atlantico, venne attaccato dall'U-Boot U-110, ma la circostanza era stata desiderata dai britannici nell'ambito della operazione Primrose. In seguito al lancio di cariche di profondità il sommergibile tedesco venne costretto all'emersione ed abbordato.  
In questa occasione avvenne la prima cattura di una macchina enigma completa, presa dall'U-110 il 9 maggio 1941; venne fatto credere che il sommergibile era affondato subito dopo l'abbandono dell'equipaggio. Il capitano del Bulldog era Joe Baker-Cresswell ed in seguito alla vicenda tutto l'equipaggio del cacciatorpediniere ricevette ordine di non fare parola dell'accaduto. Di conseguenza i britannici decodificarono i codici navali tedeschi e riuscirono a catturare o affondare quasi tutte le navi appoggio e petroliere tedesche in Atlantico dopo la fine della quasi contemporanea operazione Rheinübung
Il 9 maggio 1945 a bordo del Bulldog venne accettata la resa delle truppe tedesche presenti sulle Isole del Canale.